# Мао Мао
Мао Мао (1964 — 1999) — китайська художниця. Активна учасниця  Нової української хвилі.

## Життєпис
Народилася в Китайській Народній Республіці у 1964. Походила з родини спадкових каліграфів. При народженні отримала ім'я Су Цзун (в перекладі -  розумна і моторна). Невдовзі батька відправили у трудовий табір на «перевиховання», де той провів 3 роки.
1982 - 1989 навчалася у Пекінському педагогічному університеті на факультеті арт-педагогіки,  отримавши дипломовану спеціальність у галузі мистецтва, педагогіки та літератури. Отримала  ступінь кандидата  педагогічних арт-наук. Закінчила курси каліграфії,  а  також вивчила російську мову. Після цього змінила ім'я на Мао Мао.
Членкиня Спілки художників Китаю з 1989  року.
З 1991 року  мешкала в  Україні, працювала в  Національному університеті ім. Т. Шевченка, де була поважним професором на кафедрі тюркських мов. 
Захопившись катанням на роликових ковзанах, одного разу потрапила на проїжджу частину дороги  в Києві й трагічно  загинула  під колесами автомобіля - 18 серпня 1999 року.

## Творчість

Мао Мао (праворуч) на презентації проєкта «Лист у небо» разом з О.Титаренко, В.Хаматовим, А.Блудовим, О.Праховою. Київ, 6.06.1999

Представниця китайської школи живопису «Го Хуа», послідовниця великого майстра Ці Байші. Працювала в жанрах живопису, каліграфії. У 1990-ті роки жила і працювала в Європі, Україні, Росії, Америці. Була знаковою особистістю в пострадянському мистецькому просторі 90-х років. Її запрошували до співпраці художники, які нині стали відомими, такі як Арсен Савадов, Георгій Сенченко,  Олександр Клименко та ін. Запрошували каліграфістку - віртуоза для створення спільних робіт і участі в спільних виставках. Життя і робота в новому середовищі привели Мао Мао до створення нового стилю, в якому поєднались  класична майстерність і своєрідне  світовідчуття  авангарду.
Символічно, що останній великий  проект за участі художниці мав назву «Лист у небо», яким вона ніби прощалася із земним людством. На величезних вітрилах, які тріпотіли, закріплені на старовинній будівлі, здіймалися в небо написи, складені з  китайських ієрогліфів та українських текстів на тему теплого діалогу між Сходом і Заходом. Учасники: Мао Мао  (Китай),  Олександра Прахова і  Андрій Блудов (Україна). Проект демонструвався на  3 Міжнародному фестивалі в Києві 6 червня 1999 та на 1 Міжнародному арт фестивалі у  Магдебурзі, (Німеччина), 16-24 вересня 2000.
Мао Мао видала 24 поетичних збірки — українською, англійською та китайською мовами.
Роботи художниці демонструвались на виставках у  Китаї,   Україні,  Угорщині,  Німеччині,  Росії, США.